# José Peralta Serrano
José Peralta Serrano (Gualleturo, Cañar; 11 de mayo de 1855-Quito, Pichincha, 27 de diciembre de 1937) fue un político, filósofo, novelista y periodista ecuatoriano. Fue ministerio de Relaciones Exteriores de Ecuador, rector de la Universidad de Cuenca y senador de liberal durante la Revolución liberal. Se destacó por ser uno de los principales ideólogos del partido liberal, en su ala radical durante y después de la revolución. A lo largo de su vida fundó varios periódicos y sufrió la censura y persecución. Fue un político respetado por sus principios e inteligencia que le llevaron al protagonismo durante el final del siglo XIX y las primeras décadas del siglo XX.

## Biografía

### Primeros años
José Peralta nació en la hacienda Chaupiyunga, parroquia de Gualleturo, cantón Cañar, donde su padre tenía el curato. Fue bautizado en Cuenca en mayo de 1855. Hijo del sacerdote José Serrano Naranjo y de Joaquina Peralta, campesina de raza blanca y escasos recursos económicos. En Cuenca se graduó de Bachiller en Filosofía y en 1873 ingresó a la Universidad de Cuenca, donde estudió Derecho.

### Carrera política

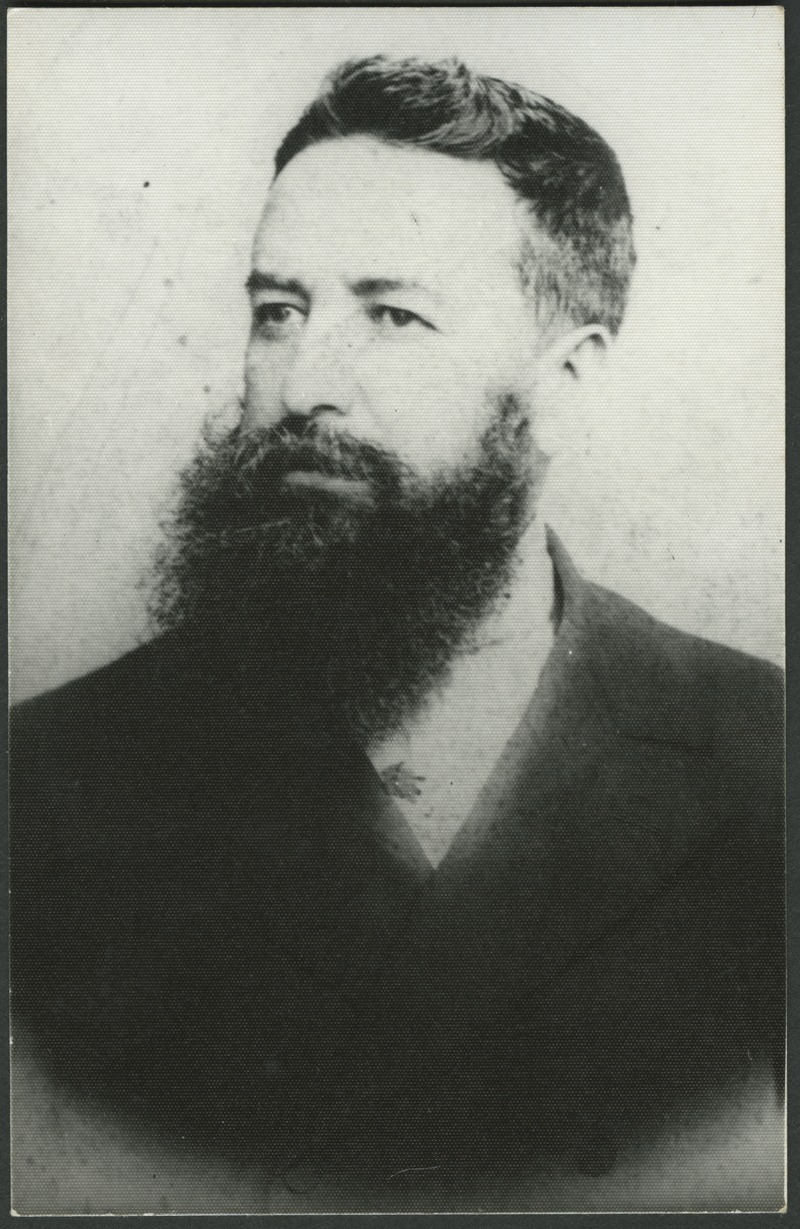
Fotografía de José Peralta en 1899

Concurrió a la Asamblea Nacional Constituyente de 1896 en Guayaquil como diputado por el Azuay. En esta época desarrollaría su carrera como periodista fundando diarios como “El Escalpelo” en 1887. Este sin embargo sería censurado por lo que debería fundar uno nuevo titulado “La Libertad” el año siguiente, que a su vez correría el mismo destino obligándolo a crear otro diario llamado “La Verdad” en 1889. Su postura radical y su oposición a la iglesia le causaría mucha censura y persecución pero el brillaría con sus escritos por su inteligencia y lideraría el partido con su militancia.
En septiembre del año 1898 es llamado por el presidente Eloy Alfaro a la cartera de Relaciones Exteriores, función que ejerce hasta el 31 de agosto de 1901.En 1901 declinó su candidatura presidencial para evitar enfrentamientos entre liberales y conservadores y obtuvo que el presidente Alfaro aceptara la candidatura de Leonidas Plaza.
El 1 de enero de 1906 fue proclamado Jefe Civil y Militar del Azuay, pero solamente actuó por corto tiempo. En agosto intervino en la Asamblea Nacional Constituyente como diputado por el Cañar y formó parte de la comisión que elaboró la Constitución de 1906, que contiene los principales postulados de la revolución liberal. Su carrera en las filas liberales sería tan importante y su voz siempre escuchada, lo que aprovecharía para plasmar en su escrito "El régimen liberal y el régimen conservador juzgados por sus obras" del año 1911. Se caracterizó por ser fiel al ala radical del liberalismo por lo que cuestionaría la actuación de Leonidas Plaza en el libro "El General Plaza ante la historia. Apuntes políticos contemporáneos"

### Academia
El 8 de enero de 1923 inicia sus labores como rector de la Universidad de Cuenca, cargo en el que permanece hasta julio de 1925. Durante estos años escribió importantes publicaciones que se relacionaban con la política limítrofe de Ecuador, empezando con “¿Por qué ha fracasado el Canciller Ponce?”, a lo que le seguiría “Una plumada más sobre el Protocolo Ponce - Castro Oyaguren”. Además continuaría por pedido de las autoridades de Ecuador, con la publicación titulada "Breve exposición histórico–jurídica de nuestra controversia de límites con el Perú" con motivo del conflicto limítrofe entre ambos países. Este escrito lo complementaría con "Por la verdad y la Patria: El Tratado Muñoz Vernaza," sobre dicho acuerdo diplomático celebrado en 1928.

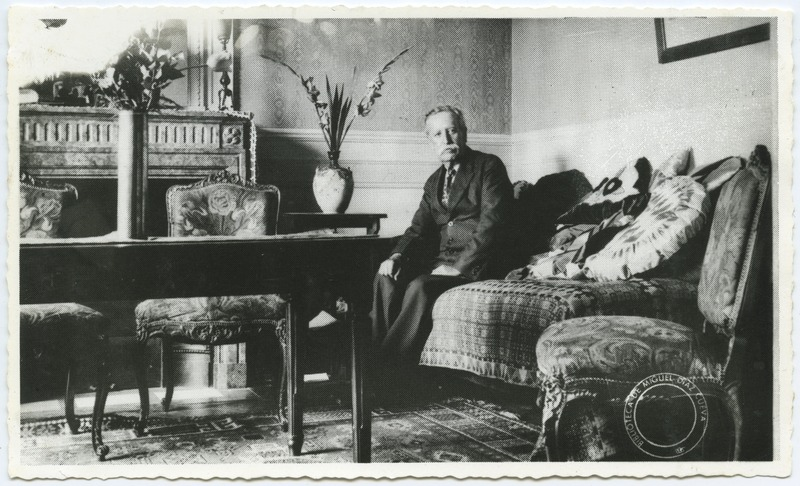
José Peralta en sus últimos años

Durante sus últimos años no pararía de escribir y publicaría "El Liberalismo Ecuatoriano (Sus luchas. Sus conquistas. Sus mártires. Lo excelso de su credo)" en el año de 1930 y apenas un año despué saldría uno de sus principales libros acerca de la relación entre la iglesia y la sociedad titulado "El Monaquismo, su origen, desarrollo y constante labor contra el progreso, la libertad y la ciencia". El final de su vida se llevaría a cabo cuando el fascismo estaba llegando al poder en muchos países, lo que le causó un profundo pesimismo que plasmó en el libro "El Progreso" publicado un año después de su obra sobre el monacato.
Falleció en Quito el 27 de diciembre de 1937 a la edad de 82 años.

## Legado

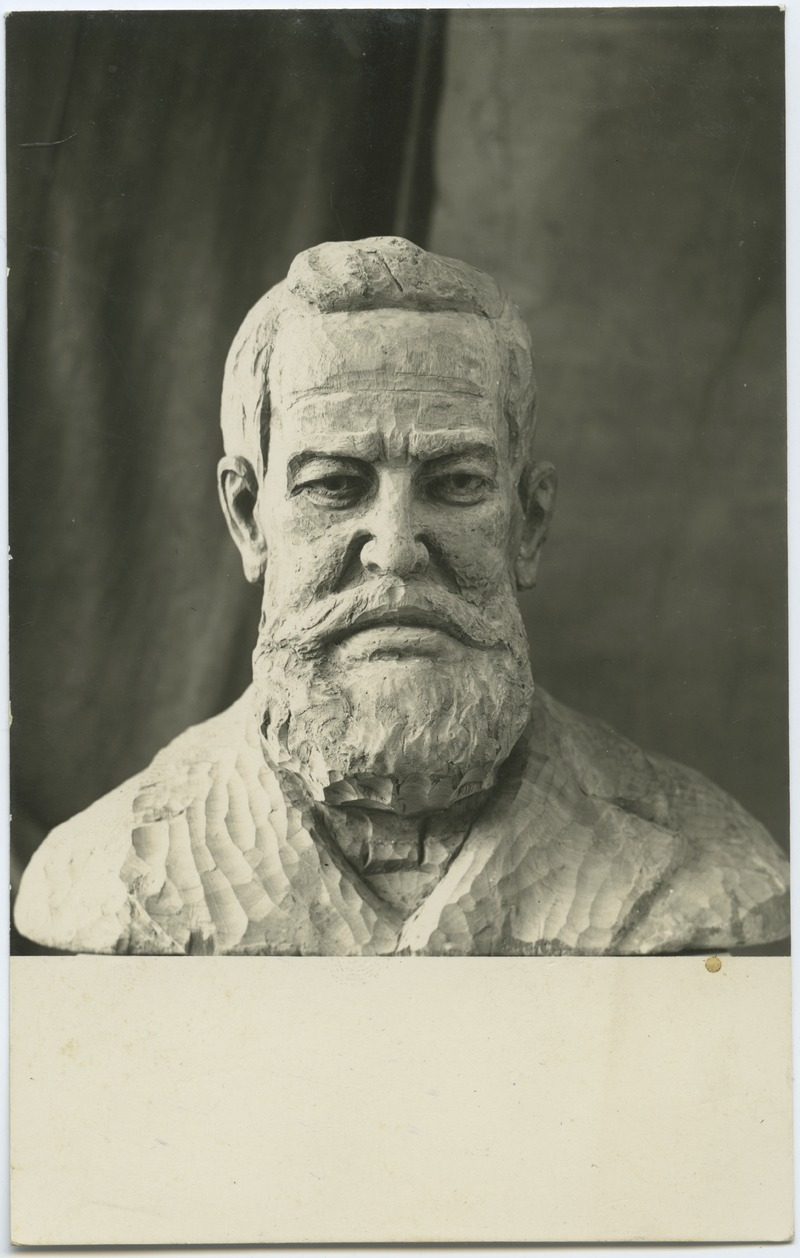
Maqueta del busto de José Peralta

José Peralta al final de su vida dejaría una obra muy extensa todavía por editar y su legado continuaría a través de sus escritos, erigiéndose como el filósofo de la revolución liberal, quien construiría las bases ontológicas, según su filosofía idealista de las cuales se derivaría el derecho natural que sería a su vez la base de la ética. De esta manera quedarían fundamentados los ideales de la revolución que buscó la separación de la iglesia y el estado, así como el desarrollo económico de Ecuador. Su obra continuó editándose y se publicarían póstumamente sus libros "Teorías del Universo", y la "Moral Teológica" que forman el centro de su pensamiento.
De igual manera el destacado escritor Manuel J. Calle, lo compararía con Juan Montalvo y afirmaría que después de él, Peralta es el mayor escritor liberal:

Decir de Peralta que es un gran liberal de los antiguos, parecería una simpleza, ya que lo que sobra en el Ecuador son liberales; más, para quien recuerde los peligros personales que tal calificativo comportaba en los aciagos días de la dominación conservadora, esa sencilla ase-veración es un título de honor. Peralta ha prestado buenos servicios a la Nación (…) después de Montalvo, a lo menos en mi humilde concepto, es el mayor escritor liberal y propagandista a la antigua, si bien falto del arte supremo del maestro, indudablemente con mayor lectura y preparación que él.
Manuel J. Calle

Sobre su vida y obra se pronunciarían muchas personas que lo admiraban, entre ellos Agustín Cueva Tamaríz uno de los fundadores de la sociología en Ecuador y pionero del positivismo diría:

Pocas figuras tan representativas de la historia y el pensamiento de la Patria como la de José Peralta. Héroe de la rebeldía, alma y cerebro de toda una época histórica, ejemplo y símbolo de la democracia, vivió como un perpetuo militante en las filas de la justicia y de la libertad. Pensador egregio y modelador vigoroso de la palabra; alta cifra de la intelectualidad de América, la figura de Peralta es hontanar de inapreciables enseñanzas para la juventud de hoy y de mañana. (…) gran expositor, severo e implacable pero fluido y elegante al mismo tiempo (…), es la voz de un patriota que nunca renunció a crear la patria de la justicia, como esos hombres apostólicos que fueron Bello, Martí, Hostos, Sarmiento, Montalvo, Alfaro, Rodó, almas y cerebros que se echaron sobre sus hombros la tarea de muchos y elevaron el ideal de justicia y de cultura a deber irrenunciable.
Agustín Cueva Tamariz

## Obras

### Filosofía Natural

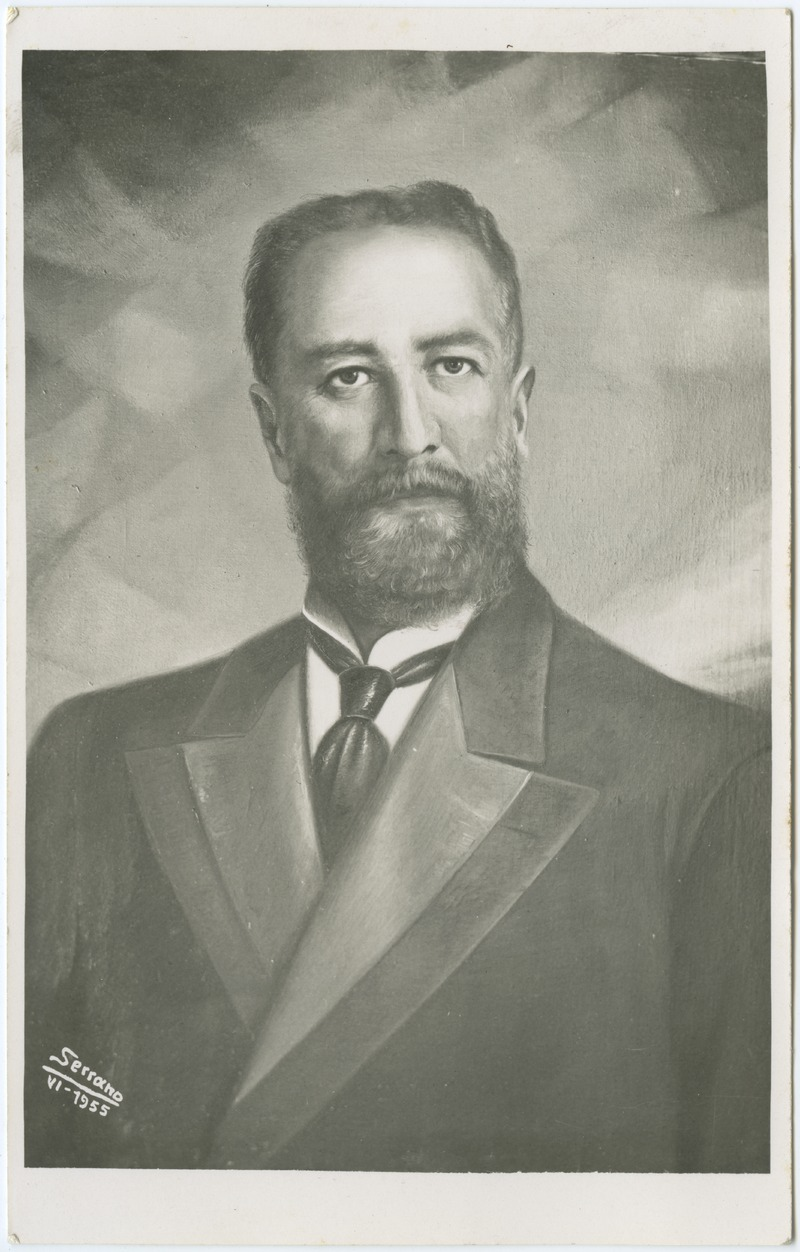
Retrato pintado de José Peralta

Peralta fue un escritor prolífico que destacó por sus publicaciones de filosofía, en especial "La moral teológica" en dos tomos, así como su libro "Teorías del universo" donde desarrolla las ideas que había publicado en "La naturaleza ante la teología y la ciencia" como las teorías monistas y dualistas, el sistema solar, el evolucionismo y la immutabilidad de las especies. Por su formación inicial religiosa sintió la necesidad de dedicar varios escritos filosóficos que desarrollen la ontología y ética con el fin de fundamentar lo que después sería su filosofía política.
- Cuestiones filosóficas: El hombre y su destino, 1915
- Teorías de ética o diversas opiniones sobre moral, 1915
- Ensayos filosóficos, 1961
- Teorías del universo, 1967, 269 pp
- La naturaleza ante la teología y la ciencia, 1974, 206 pp
- La moral teológica, dos tomos, escrito en 1931 y publicado en 1974, 719 pp.
  - Su acción en el paganismo
  - Su acción en el judaísmo
  - Su acción en el cristianismo

### Filosofía Política
Además destacaría en la política desarrollando la ideología liberal así como interpretando la coyuntura política durante la Revolución liberal de Ecuador y los años siguientes. Los autores que le influenciaron más son Diderot, Rousseau, Montesquieu, Voltaire, Cousin, Tiberghien, Reinach, Janet y Krause. También dedicaría escritos a la coyuntura política. En esto destaca su publicación "Eloy Alfaro y sus Victimarios". Como liberal dedicaría libros a temas importantes en su época como sería la separación de la iglesia y el estado, donde destaca su publicación "El Monaquismo, su origen, desarrollo y constante labor contra el progreso, la libertad y la ciencia" es una de las obras más importantes sobre este tema en Ecuador y gozó de popularidad después de su publicación en España.Además, dedicó un importante libro al conflicto territorial entre Ecuador y Perú titulado "Documentos diplomáticos relativos al conflicto actual con el Perú" que se editaría en 1910, así como "Compte redu" y "Para la historia" con el mismo tema.
Política

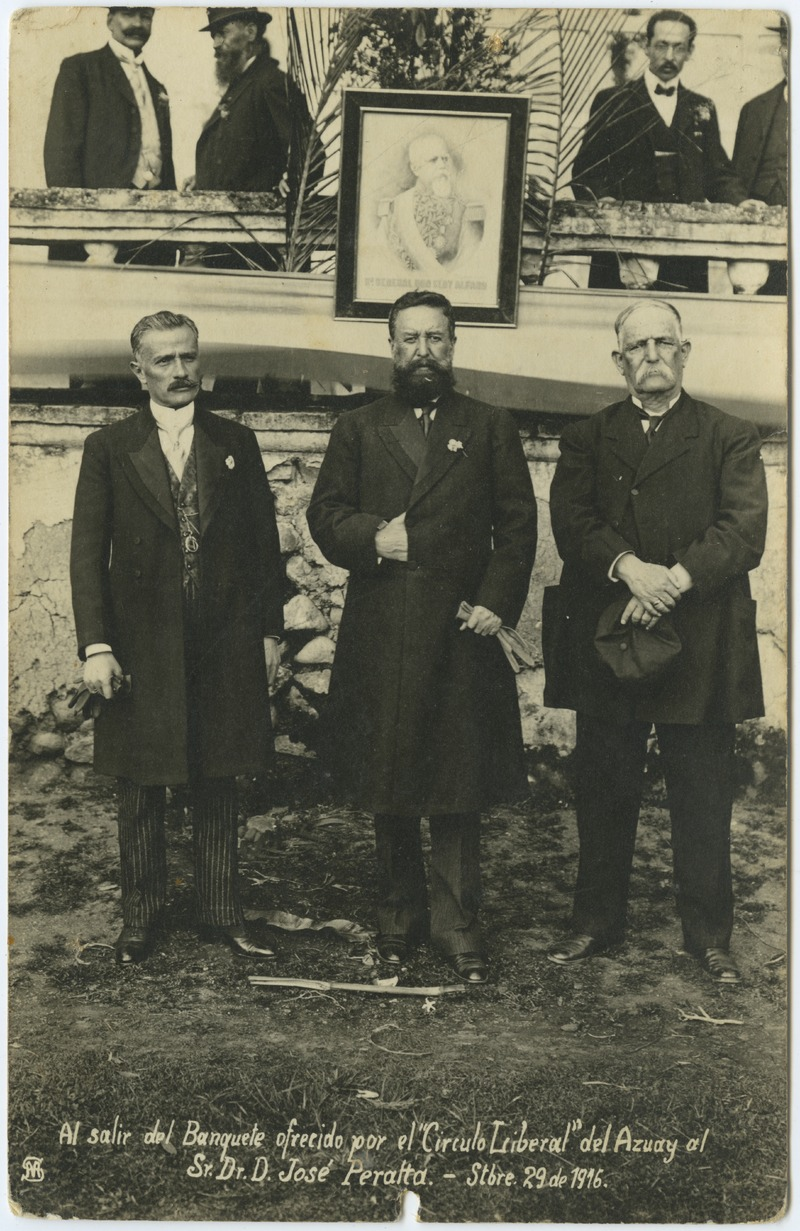
Al salir del Banquete ofrecido por el "Círculo Liberal" del Azuay al Sr. Dr. D. José Peralta. Stbre. 29 de 1916

- Quo modo cantabimus, artículo, 1890
- Porrazos a porrillo, 1906, 36 pp.
- El régimen liberal y el régimen conservador juzgados por sus obras, 1911, 170 pp.[13]
- Explicaciones Obligadas, 1913, 28 pp.
- El General Plaza ante la historia. Apuntes políticos contemporáneos, 1915[3]
- Lecciones al pueblo, El problema social. 1926
- Nuestro Propósito; la revolución
- El Liberalismo Ecuatoriano (Sus luchas. Sus conquistas. Sus mártires. Lo excelso de su credo), 1930
- El Liberalismo, partido político regenerador de la Republica, 1935
- Eloy Alfaro y sus Victimarios, 1951, 346 pp.[14]
- Luis Vargas Torres, la raza de víboras, 162 pp.[15]
- El tercer partido, Veintemilla y Caamaño
- Sucedió en Yunguilla, artículo
- El nuevo pensamiento: José Luis Alfaro y Lizardo García
- El Pauperismo
- Rompamos el silencio, prácticas no teorías

Derecho
- Ineptitud o traición, artículos 1904
- Documentos diplomáticos relativos al conflicto actual con el Perú, 1910, 46 pp.[12]
- Compte rendu, 1920, 78 pp.
- Para la Historia, 1920, 104 pp.
- Una plumada más sobre el Protocolo Ponce–Castro Oyanguren, 1924[16]
- Breve exposición histórico–jurídica de nuestra controversia de límites con el Perú, 1925
- Por la verdad y la Patria: El Tratado Muñoz Vernaza, 1928
- Lecciones sobre Historia Universal del Derecho, 2003
- Lecciones de Derecho Penal

Laicismo
- Plumada, ensayo contra la iglesia católica
- El Concordato
- Carta al Pastor
- El Liberalismo, artículo, 12 pp.
- Piedad y fe, artículo
- Cassus Belli del clero azuayo, 1898
- La Cuestión religiosa y el poder público en el Ecuador, 1901, 70 pp.
- Cartas a un Jesuita, 1927
- El Monaquismo, su origen, desarrollo y constante labor contra el progreso, la libertad y la ciencia, 1931, 436 pp.

### Sociología

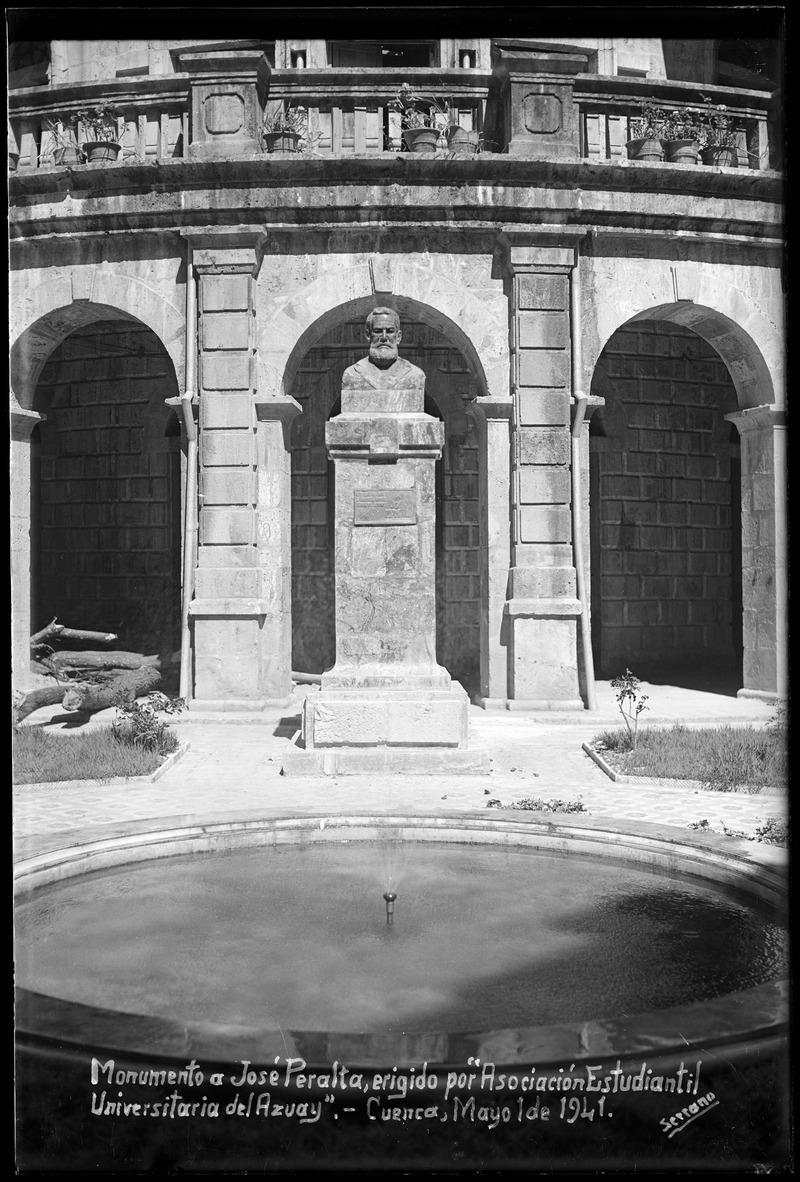
Monumento a José Peralta, erigido por "Asociación Estudiantil Universitaria del Azuay

Como sociólogo, durante el periodo entre guerras, escribiría un libro lleno de pesimismo al ver que el fascismo ganaba terreno en el mundo publicaría "El Progreso" donde analizaría la naturaleza cíclica de la sociedad y como después de grandes olas de progreso se debía vivir olas de retroceso de libertades. En la etapa final de su vida dedicaría un estudio a la esclavitud en América Latina, así como el análisis de las costumbres de Ecuador. 
- El Progreso, 1932, 423 pp.
- La esclavitud en la América latina, 1961, 85 pp.

- Tipos de mi tierra, cuadros de costumbres, 1974, 317 pp.

### Literatura
También publicó dramas y algunas novelas a las que se dedicaría durante los primeros años de su vida, cultivando especialmente el género de la novela histórica donde tendría más éxito. Durante el inicio de su vida colaboraría para las revistas literarias "La Luciérnaga" y "La Esperanza".
Novela
- Soledad, 1881
- Chumbera, leyenda original, 1898.[17]
- Yumbos o la Conspiración de los Caranquis, 1898

Dramas
- Germánico, 1889
- Juicio de Dios, 1889

### Periodismo

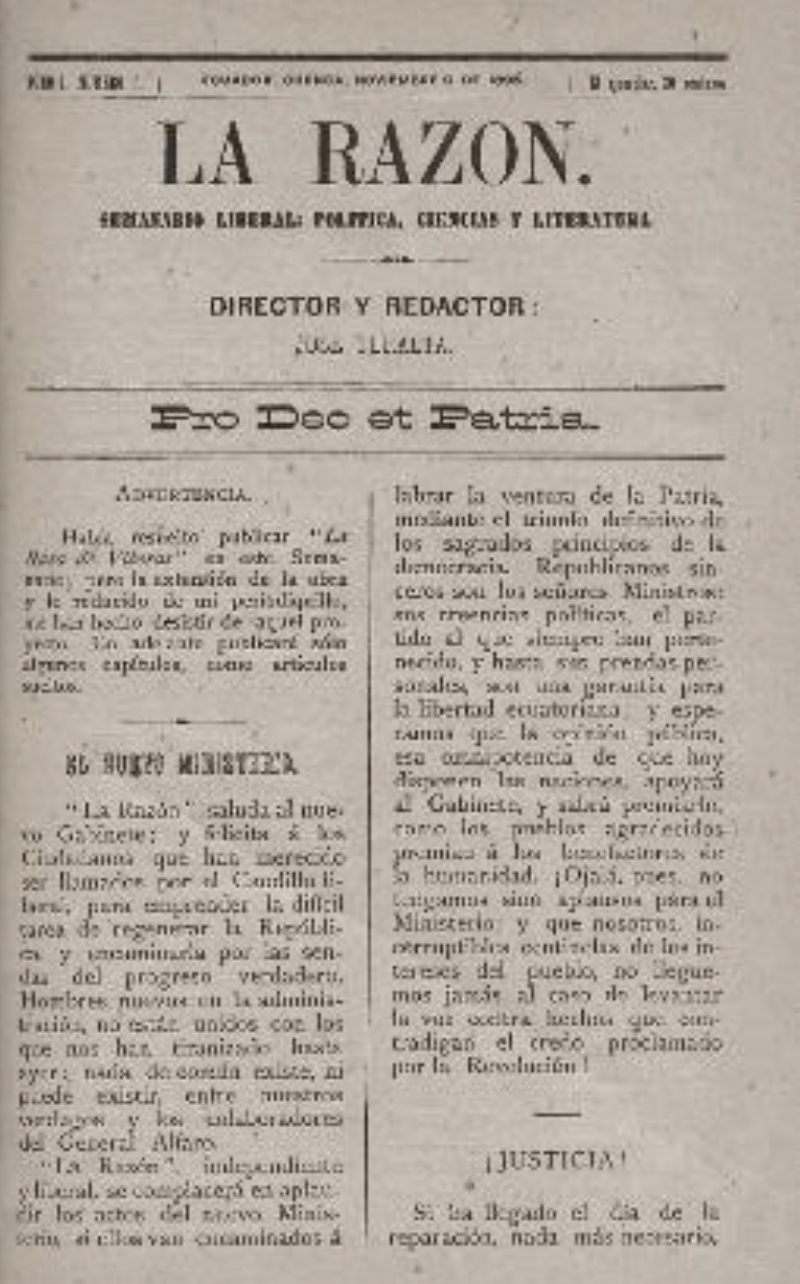
Periódico La Razón

Es además un importante periodista que defendió la libertad de prensa y sufrió contínuas persecuciones por parte del partido conservador y la iglesia. Por esta razón fundaría una serie de periódicos que tendrían corta vida por la censura y que servirían de vehículo para publicar sus artículos y dar a conocer sus ideas. En este sentido se debe destacar que fundó la “Sociedad Liberal Azuaya” con Emilio Arévalo, Luis Maldonado Andrade, entre otros. Además fundó “El Escalpelo” con Gabriel Arsenio Ullauri. Otro periódico importante sería “La Libertad” donde publicaría con el seudónimo “Ayax”. La lista de periódicos que fundo o colaboró es la siguiente:
- Redactor del periódico “El Deber” en 1877
- Redactor del periódico “El Patriota” en 1877
- Colaborador en "El Correo del Azuay" en 1881
- Redactor del periódico "El Rebenque" en 1896
- Redactor del “Boletín Oficial” en 1896
- Fundó del periódico “El Escalpelo” 1887
- Fundó del periódico “La Libertad” 1888
- Fundó del periódico “La Verdad” , 1889
- Redactor de “El Constitucional” en 1889
- Fundó el periódico “La Época” , 1889
- Fundó el quincenario “El Observador”, 1891
- Fundó el periódico "La Regeneración", 1895
- Fundó el periódico “La Atalaya”, 1895
- Fundó el periódico “El Revenque”, 1895
- Fundó el periódico “El Independiente”, 1902
- Fundó el periódico “El Popular”, 1912
- Colaboró en el recién establecido diario “El Tiempo”
- Colaboró en “El Boletín Popular”, sf.
- Fundó del periódico “La Razón”, sf.
- Colaboró en “El Noticioso”, sf.
- Colaboró en “La Nación”, sf.
- Colaboró en “El Grito del Pueblo”, sf.
- Colaboraciones para “El Album Ecuatoriano”, sf.
- Colaboró en “El Censor”, sf.
- Colaboró en “El Diario de Avisos”, sf.

## Ediciones de su obra
Sus ensayos fueron reeditados en algunas ocasiones. Se debe destacar la antología "Años de lucha" que se publicaría en tres tomos con un total de 973 páginas, así como "El Pensamiento Político y filosófico de Peralta" como parte de la Colección Biblioteca Básica del pensamiento Ecuatoriano editado por la CEN.Por último se editaron sus obras completas con el apoyo de la Casa de la Cultura Ecuatoriana en 1974. 
- Años de lucha, selección de escritos en tres tomos. 973 pp.
- El Pensamiento Político y filosófico de Peralta, Colección Biblioteca Básica del pensamiento Ecuatoriano
- La controversia limítrofe: un enfoque histórico, 1995
- Mis memorias políticas, 1995
- Obras Completas de José Peralta, Casa de la Cultura Ecuatoriana, 1974, Cuenca.